# ریچارد وب (هنرپیشه)
ریچارد وب (انگلیسی: Richard Webb؛ ۱۵ سپتامبر ۱۹۱۵ – ۱۰ ژوئن ۱۹۹۳) یک هنرپیشه اهل ایالات متحده آمریکا بود. وی بین سال‌های ۱۹۴۱ تا ۱۹۶۵ میلادی فعالیت می‌کرد.
از فیلم‌ها یا برنامه‌های تلویزیونی که وی در آن نقش داشته است می‌توان به از درون گذشته اشاره کرد.